# Procellaria parkinsoni
La pardela de Parkinson (Procellaria parkinsoni) es una especie de ave procelariforme de la familia Procellariidae. Es un ave que anida únicamente en las islas Gran Barrera y Hauturu en Nueva Zelanda. Habita el océano pacífico  que desde estas islas se dispersa desde Australia y Nueva Zelanda hasta Colombia, Ecuador, Panamá y Perú. No tiene subespecies reconocidas.
Es un ave grande que puede alcanzar una longitud de 46 cm, una envergadura de 115 cm y un peso de 680 a 720 g.